# Michael Lewin
Michael Lewin (1955) is een Amerikaanse klassieke pianist en professor aan het Boston Conservatory at Berklee.

## Leven en werk
Michael Lewin voltooide zijn pianostudie aan de Juilliard School, die hij vervolgens afrondde bij Leon Fleisher en Yvonne Lefébure.
Na zijn eerste competitieve successen in de jaren 80 begon Lewin een internationale carrière, waarbij hij optrad met orkesten zoals het Moscow Chamber Orchestra, Bucharest Philharmonic, China National Orchestra, Cairo Symphony Orchestra, State Symphony of Athens en Nederlands Philharmonic tijdens zijn tournees in de VS., Europe and Asia Orkest, ook met de Phoenix Symphonies en het Louisiana Philharmonic Orchestra met het Boston Pops Orchestra.
Critici zeggen dat hij "een enorme techniek en vaardigheid" heeft (New York Times) en "zijn kunst om oogverblindende muziek te maken" (grammofoon), en zien hem als "een dichter en virtuoos" (De Telegraaf) met "een diep begrip en een diep ontroerende stem "(Pravda, Moskou) en prees zijn" passie en precisie "(Washington Post).
Lewin woont in Boston, waar hij sinds 1990 professor piano is aan het Boston Conservatory in Berklee.

## Prijzen
- 1982: William Kapell International Piano Competition
- 1983: Vereniging van American Pianists Fellowship
- 1986: 3e plaats op het Internationale Franz Liszt Pianoconcours
- 2010: Aaron Copland-toelatingsprijs
- 2014: Grammy Award